# Kildangan
Kildangan (prononcé en anglais : [kɪlˈdæŋɡən] ; en irlandais, Cill Daingin, l'église du fort)) est un village du Comté de Kildare, en Irlande.

## Histoire
Pendant la colonisation anglo-normande de l'Irlande, Maurice Fitzgerald d'Allen construit un château, dans le cadre d'une ligne défensive le long de la rivière Barrow, de Carlow au château de Lea près de Portarlington. Près du château, une église a été construite qui a donné son nom à la localité.
Le château et l'église d'origine étaient situés dans ce qui est maintenant le domaine de Kildangan Stud. Le château a été dynamité en 1882, la pierre a été réutilisée pour construire la maison de style victorien jacobin existante, selon la conception de William Hopkins.

## Situation
Kildangan est situé sur la route R417 entre Monasterevin et Athy. Le village se trouve près de la plaine inondable de la River Barrow, près de la frontière avec le comté de Laois. Kildangan est relié à la ville de Kildare au moyen de la route locale L3010 qui passe par Kildangan Stud.

## Transports

### Routes
Kildangan est bien desservi par la route, mais son emplacement et la médiocrité des transports en commun créent une forte dépendance à l'automobile.

### Ferroviaire
La gare de Kildangan a ouvert le 15 mars 1909 et a définitivement fermé le 1er janvier 1963. Son dernier chef de gare était Tommy Maher, en charge de 1958 jusqu'à la fermeture en 1963.
Depuis la fermeture de la gare de Kildangan, la gare la plus proche est celle de Monasterevin, à environ 6 kilomètres.

### Autobus
Local Link exploite un service via Kildangan trois fois par jour vers Athy, Kildare Town et Newbridge,.

## Évolution démographique
Le village de Kildangan avait une population de 317 habitants au recensement de 2016, contre 299 en 2011.
Le village se situe dans la circonscription électorale (ED) de Kildangan et Ballybrackan. Entre 1996 et 2011, une augmentation de 151 % de la population du district électorel (ED) de Kildangan a été relevée.[citation nécessaire].
Le village se trouve à environ 60 km de Dublin et dans sa zone de banlieue.[citation nécessaire]
Bord na Móna, Kildangan Stud et le secteur agricole sont les principaux employeurs locaux.[citation nécessaire]

## Développement
Dans le cadre du plan de développement du comté de Kildare, de 2017 à 2023, Kildangan a été désigné comme village car il avait connu des niveaux significatifs de la croissance urbaine générée. L'un des objectifs du plan de développement est que les nouveaux logements soient principalement axés sur les besoins locaux. Le plan prévoit les demandes locales conformément aux dispositions de la stratégie de peuplement du comté. Le plan alloue également une zone pour un "centre de village", situé sur le site du bureau de poste abandonné.[réf. nécessaire]

## Cultes
Dans la déclaration parlementaire de 1731, Richard Foxcroft, vicaire, déclare : "dans la paroisse de Kildangan, il n'y a pas de maison de culte construite, mais le prêtre de Lackagh dit que la messe a lieu souvent au fond de l'ancienne chapelle".
L'église catholique actuelle a été construite en 1792 sur un site fourni par la famille O'Reilly, c'est une structure protégée.
L'église a été agrandie en 1849 par Susan O'Reilly, grand-mère de Roderic More O'Ferrall.
Une plaque en laiton à l'arrière de l'allée centrale indique " à la mémoire de Dominick O'Reilly du château de Kildangan qui est né le 16 juin 1786 et décédé le 15 juillet 1845 et de sa femme Susan Cruise de Feamore, Co Mayo, décédée le 6 décembre 1839, et de leurs enfants Eliza et Anne, décédées au début de leur jeunesse. Leur seule enfant survivante, Susan O'Reilly, a érigé cette tablette à ses parents et sa sœur, en souvenir affectueux de leurs vertus et de leur amour. Elle implore les prières des fidèles pour leurs âmes. Leurs corps sont enterrés dans le cimetière de Kildangan "
Le clocher et sa cloche ont été ajoutés en 1881. L'église est dédiée à "Notre Dame des Victoires".
Kildangan (avec Nurney) a fait partie de la paroisse de Monasterevin jusqu'en 2007, date à laquelle les deux sont passées sous le contrôle de la paroisse St Brigids de Kildare.

## Entreprises
Kildangan Stud, le pub Crosskeys, la station essence Gala, un Fish and chips et quelques petites entreprises à domicile constituent le tissu local. La station-service fournit les besoins quotidiens, le carburant et un point postal.
Le bureau de poste de Kildangan a fermé en 2004, il est maintenant à l'abandon.[citation nécessaire]
Kildangan Stud a été fondé par les More O'Ferralls sur le site du château de Kildangan. Les terrains contiennent une variété d'arbres ornementaux rares. Kildangan Stud a été vendu en 1986 par Roderic More O'Ferrall à la famille Al Maktoum. Avant la vente à la famille Maktoum, le haras a été offert à l'État irlandais ; cependant, l'offre de vente a été autorisée par le gouvernement Haughey.
L'entraîneur de chevaux de course Michael Halford a installé une écurie à Doneany, à trois kilomètres du village en 2008.

## Enseignement
Évolution de la population scolaire locale, de 1994 à 2019 :

Kildangan possède une école primaire publique mixte. L'école d'origine, sur le site actuel, datait des années 1870. Elle a été entièrement reconstruite en 1963 pour un coût de16 500 £.
Ce bâtiment a été agrandi en 2008 puis en 2012 afin de répondre à l'augmentation de la population. Le graphique ci-dessus illustre l'augmentation de la fréquentation scolaire de la fin du XXe siècle au début du XXIe siècle.
Le centre d'éducation de Kildangan est une institution préscolaire dans le centre du village, il a ouvert ses portes en 2011. L'école maternelle offre une année d'éducation gratuite à tous les enfants avant qu'ils ne commencent à fréquenter l'école primaire, ainsi que des sessions à temps réduit pour les enfants à partir de 2 ans et 6 mois. Un centre d'éducation des adultes dans l'unité attenante, ouvert en mars 2012, propose également des cours et du soutien pour les élèves du second degré. Le centre organise aussi des cours pour enfants tels que la cuisine, l'irlandais, le français, l'art et le théâtre.[citation nécessaire]

## Sports et loisirs
La salle de Kildangan, construite en 1940 et rénovée en 1986, est depuis longtemps utilisée pour la danse, les concerts et d'autres formes de loisirs. Elle sert également de siège de scouts pour le 25e Kildare Scouts.
Le football gaélique est la principale activité sportive, l'équipe locale s'appelle le Kildangan GAA.
Kildangan est le lieu de naissance de Paddy Flanagan, vainqueur du Rás Tailtean (course cycliste) à trois reprises (en 1960, 1964 et 1975).
Après la Seconde Guerre mondiale, Kildangan Stud a abrité un club de cricket.

## Personnalités locales
- Paddy Flanagan